# Ruta Provincial 65 (Santa Fe)
La Ruta Provincial 65 es una carretera pavimentada de 109 km de jurisdicción provincial ubicada en el centro de la Provincia de Santa Fe, República Argentina y que la atraviesa de este a oeste casi totalmente.
Históricamente, esta ruta sirvió para dividir dos pueblos (hoy unificados, y desde 2006): San Genaro y San Genaro Norte.
Comienza en la RN 11 en la ciudad de Monje y finaliza 5 km al oeste de la ciudad de Bouquet. 
Continúa en la Córdoba, con el nombre de Ruta Provincial 2.

## Localidades
Las ciudades y pueblos por los que pasa esta ruta de este a oeste son las siguientes (los pueblos con menos de 5.000 habitantes figuran en itálica).

### Provincia de Santa Fe
- Departamento San Jerónimo:  Monje, Díaz, San Genaro
- Departamento Belgrano: Las Rosas, Bouquet

- Datos: Q23307909